# 오트마치아트라구

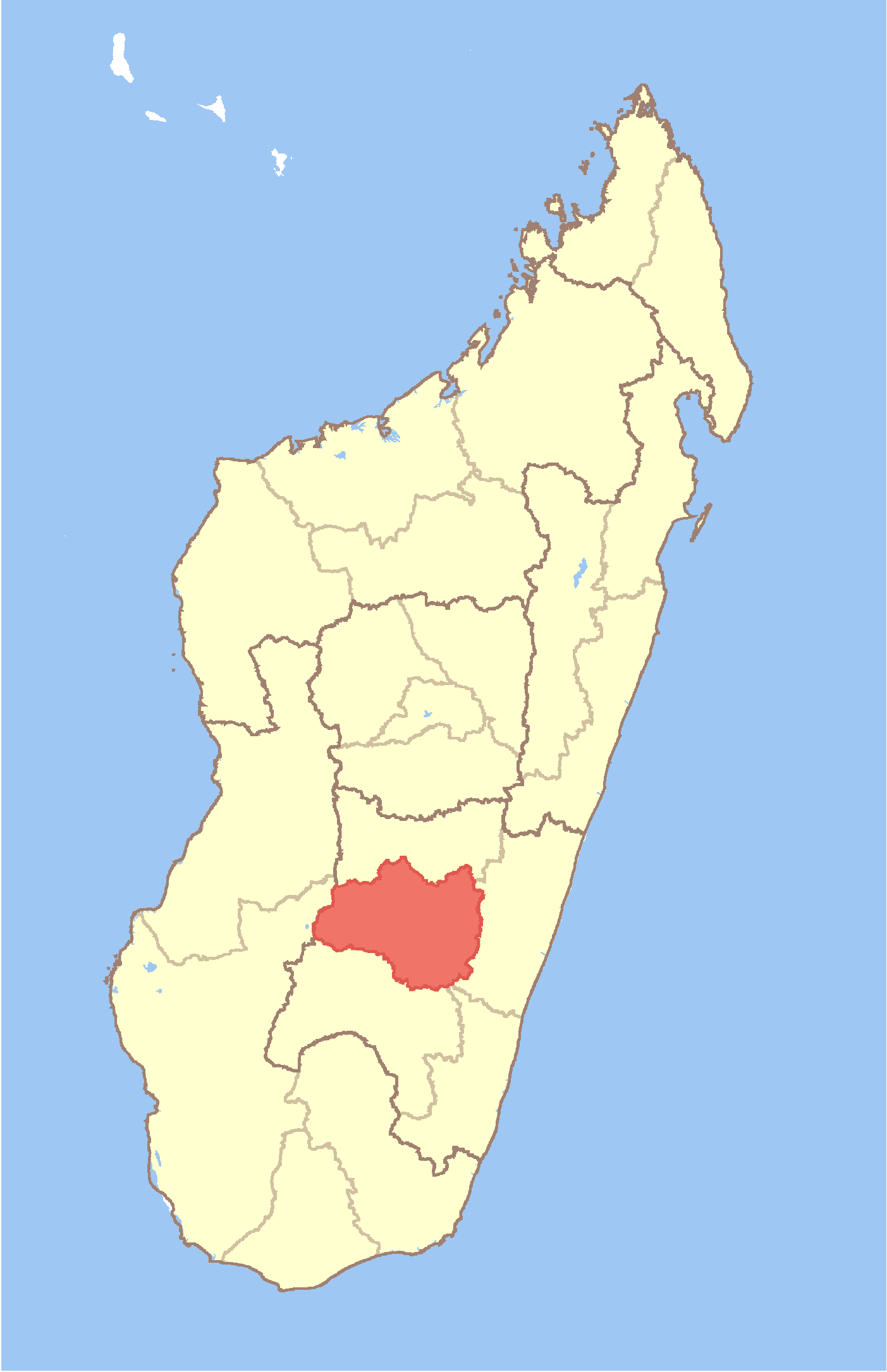
오트마치아트라 구의 위치

오트마치아트라구(말라가시어: Haute Matsiatra)는 마다가스카르 중부에 위치한 구로 행정 중심지는 피아나란초아이며 면적은 21,080km2, 인구는 1,128,900명(2004년 기준)이다. 북쪽으로는 아모로니마니아 구, 동쪽으로는 바토바비피토비나니 구, 남쪽으로는 이호롬베 구, 서쪽으로는 아치모안드레파나 구와 접한다. 7개 현을 관할한다.